# Bunny Breckinridge
Bunny Breckinridge, pseudonimo di John Cabell Breckinridge (Parigi, 6 agosto 1903 – San Francisco, 5 novembre 1996), è stato un attore statunitense, noto soprattutto per la sua amicizia e collaborazione con il regista di b-movies Edward D. Wood Jr.

## Biografia
La sua unica apparizione cinematografica fu nel film Plan 9 from Outer Space (1959), diretto da Edward D. Wood Jr., in cui interpretò il Re della Galassia. Nel film Ed Wood, diretto da Tim Burton nel 1994, venne impersonato dall'attore Bill Murray. È morto nel 1996.